# Obscura (musikgrupp)
Obscura är ett technical death metalband från München i Tyskland.

## Historia
Obscura grundades 2002 av Steffen Kummerer som gav bandet namn efter Gorguts album Obscura. 2004 släppte Obscura sin första skiva Retribution och åkte på turné med Suffocation inom Europa. Skivan Retribution släpptes igen 2006. 2007 stack Obscura ut på en headlineturné i östra och södra Europa. Senare samma år anlitade Obscura den före detta trummisen Hannes Grossmann och basisten Jeroen Paul Thesseling (före detta Pestilence). 2008 började ytterligare en före detta Necrophagist medlem i Obscura, nämligen Christian Muenzer. I september 2008 skrev Obscura under ett skivkontrakt med Relapse Records och släppte 2009 sin andra skiva Cosmogenesis. Bandet åkte därefter på sin första nordamerikanska turné tillsammans med Cannibal Corpse. Inom ett år hade Obscura över 160 spelningar världen över som förband åt band som Atheist, The Black Dahlia Murder och Cannibal Corpse. 
Den 29 mars 2011 släppte Obscura sin tredje skiva, betitlad Omnivium, som fick positiv kritik runt om i världen och kom in på amerikanska och tyska listor. 2010 blev Thesseling utbytt mot Linus Klausenitzer från det progressiva dödsmetallbandet Noneuclid. 
Obscura startade sin "Omnivium Worldtour" i sin hemstad Landshut i Tyskland följt av en hel Europaturné med bland annat Hate Eternal, Beneath the Massacre och Defiled. I juni och juli spelade de en fem veckors turné som support åt Children of Bodom och Devin Townsend i Nordamerika. Den 10 augusti 2011 annonserade Obscura sin första turné i sydöstra Asien, där de spelade som huvudband i Thailand, Indonesien, Singapore och Förenade Arabemiraten följt av en turné i Nordamerika under november och december. Under april 2012 åkte Obscura på ännu en Europaturné med support av Spawn of Possession, Gorod och Exivious. I juni 2012 påbörjade bandet sin första headlineturné i Japan med Beneath the Massacre.

## Medlemmar
Nuvarande medlemmar

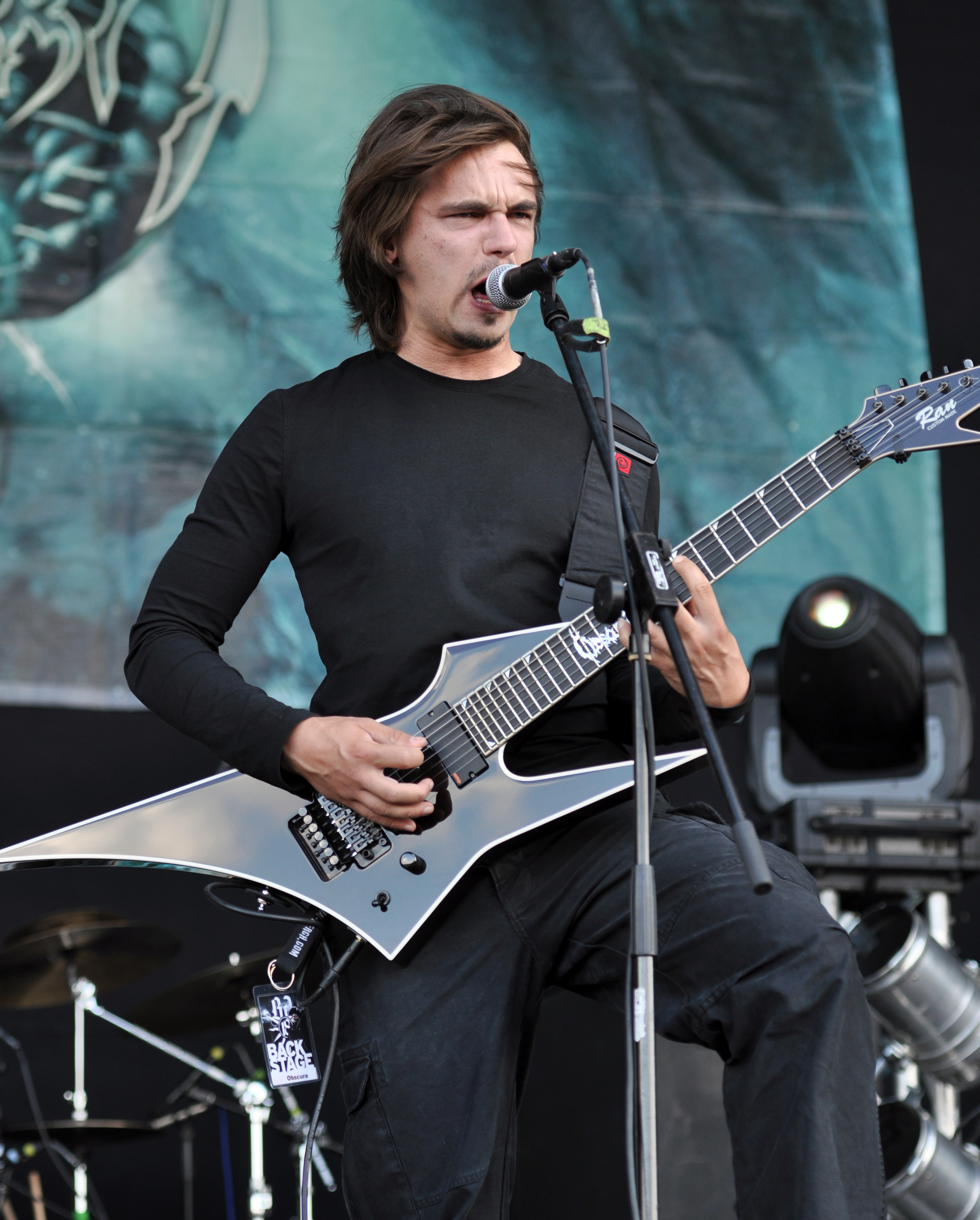
Steffen Kummerer, 2013.

- Steffen Kummerer – gitarr, sång (2002– )
- Linus Klausenitzer – basgitarr (fretless) (2011– )
- Sebastian Lanser – trummor (2014– )
- Rafael Trujillo – sologitarr (2015– )

Tidigare medlemmar
- Martin Ketzer – basgitarr, sång (2002–2004)
- Jonas Baumgartl – trummor, cello (2002-2007)
- Armin Seitz – gitarr (2002–2004)
- Andreas "Hank" Nusko – basgitarr (2004–2005)
- Jürgen Zintz – gitarr (2004–2005; död 2005)
- Ernst "Azmo" Wurdak – basgitarr (2004–2005)
- Gerd Pleschgatternig – basgitarr (2005)
- Markus Lempsch – gitarr (2005–2007)
- Jonas Fischer – basgitarr (2005–2007)
- Jeroen Paul Thesseling – fretless basgitarr (2007-2011)
- Hanness Grossmann – trummor (2007–2014)
- Johannes Rennig – gitarr (2007)
- Christian Münzner – gitarr (2008–2014)

Turnerande medlemmar
- Jacob Schmidt – basgitarr (2009–2011)
- Steve DiGiorgio – basgitarr (2010–2011)
- Linus Klausenitzer – basgitarr (2011)
- Max Phelps – sång (2018)
- Alex Weber – sång (2018)

Bidragande musiker (studio)
- Stephan Bergbauer – gitarr (2006)
- Martin Bauer – basgitarr (2006)
- Thorsten Bauer – gitarr (2006)
- Mathias Röderer – gitarr (2006)
- V. Santura (Viktor Bullok) – sång (2006, 2009)
- Tymon Kruidenier – gitarr (2009)
- Ron Jarzombek – gitarr (2009)
- Morean (Florian Magnus Maier) – gitarr (2011)
- Tommy Talamanca – gitarr (2011)

## Diskografi
Demo
- Illegimitation (2003)
- Promo (2008)

Studioalbum
- Retribution (självutgiven 2004, åter släppt 2006 av Vots Records)
- Cosmogenesis (2009)
- Omnivium (2011)
- Akróasis (2016)
- Diluvium (2018)

Samlingsalbum
- Illegimitation (2012)